# Rade Krunić
Rade Krunić (* 7. Oktober 1993 in Foča) ist ein bosnisch-herzegowinischer Fußballspieler. Der Mittelfeldspieler steht in Diensten des FK Roter Stern Belgrad. Außerdem ist er seit 2016 Nationalspieler von Bosnien und Herzegowina.

## Karriere

### Verein
Krunić begann seine Karriere 2012 bei seinem Heimatverein FK Sutjeska Foča, für den er auch sein erstes Profispiel bestritt. Im Januar 2013 wechselte er zum  serbischen SuperLiga-Verein FK Donji Srem. Im August 2014 wechselte er nach Italien zu Hellas Verona, wurde aber umgehend für ein halbes Jahr zu Donji Srem zurückverliehen. Im Januar 2015 kehrte Krunić erst nach einer Beschwerde Hellas bei UEFA und FIFA nach Verona zurück. Wegen weiterer Streitereien wollte der Verein ihn sofort wieder verkaufen, ohne dass Krunić jemals für Hellas gespielt hatte. Nachdem ein Transfer zum FK Roter Stern Belgrad gescheitert war, wechselte Krunić am 30. Januar 2015 zum FK Borac Čačak.
Ein halbes Jahr später, am 30. Juni 2015, unterschrieb er einen Dreijahresvertrag beim FC Empoli. Sein Debüt in der Serie A für Empoli bestritt Krunić am 4. Oktober 2015 im Spiel gegen Sassuolo Calcio. Seinen ersten Treffer für seinen neuen Verein erzielte er am 24. Oktober 2015 gegen den CFC Genua. In der Saison 2016/17 musste er mit Empoli den Abstieg in die Serie B hinnehmen. In der folgenden Saison 2017/18 verlängerte Krunić seine Vertragslaufzeit bis Juni 2021. In dieser Spielzeit war Krunić ein wichtiger Bestandteil der Mannschaft, mit der er den sofortigen Wiederaufstieg in die Serie A schaffte. In 36 Ligaspielen erzielte er fünf Tore und bereitete zehn weitere vor. Auch in der nächsten Spielzeit 2018/19 behielt er seinen Stammplatz im zentralen Mittelfeld inne und erzielte in 33 Ligaspielen fünf Tore und bereitete sechs weitere vor.
Nachdem er mit Empoli den Abstieg in die Serie B hinnehmen musste, schloss er sich zur Serie A 2019/20 dem AC Mailand an, wo er einen Fünfjahresvertrag unterzeichnete. Sein Debüt für Milan absolvierte er im September 2019, als der beim Heimspiel gegen den AC Florenz in der Halbzeitpause für Franck Kessié eingewechselt wurde. In seinem ersten Jahr in Mailand kam Krunić nur unregelmäßig zum Einsatz und stand in der Liga nur viermal in der Startelf. Das änderte sich allerdings in den folgenden zwei Spielzeiten und Krunić wurde unter Trainer Stefano Pioli zu einem flexiblen Rotationsspieler der auf jeder Position aushelfen konnte. In der Spielzeit 2021/22 gewann Krunić mit Milan die italienische Meisterschaft.
Im Januar 2024 wechselte er per Leihe mit Kaufpflicht in die Türkei zu Fenerbahçe Istanbul. Im September 2024 wechselte er zum FK Roter Stern Belgrad.

### Nationalmannschaft
Nachdem er zuvor für die bosnisch-herzegowinische U21-Nationalmannschaft gespielt hatte, debütierte er am 3. Juni 2016 für die A-Auswahl in einem Freundschaftsspiel gegen Dänemark. Sein erstes Tor gelang ihm am 23. März 2019 beim 2:1-Heimsieg gegen Armenien in der Qualifikation zur Europameisterschaft 2020.

## Erfolge
AC Mailand
- Italienischer Meister: 2021/22

FC Empoli
- Italienischer Zweitligameister: 2017/18
- Aufstieg in die 1. Liga: 2017/18